# Fra Diavolo (film, 1933)
Pour les articles homonymes, voir Fra Diavolo (homonymie).
Pour plus de détails, voir Fiche technique et Distribution.
Fra Diavolo (titre original : The Devil's Brother) est un film américain réalisé par Hal Roach et Charley Rogers, sorti en 1933. Il s'agit de l'adaptation humoristique de Fra Diavolo, un opéra-comique en trois actes de Daniel-François-Esprit Auber, sur un livret d'Eugène Scribe.

## Résumé
Au XVIIIe siècle dans une région du Nord de l'Italie. Le hors-la-loi Fra Diavolo, qui se fait passer pour le marquis de San Marco, gagne la confiance d'une jeune aristocrate mariée. Non loin de là, Olivero et Stanilo, deux vagabonds, s'initient au brigandage en empruntant l'identité du célèbre malfrat. Incidemment, ils tombent entre les mains de ce dernier, qui, pour se venger, les contraint à devenir ses complices.
L'équipe ainsi constituée décide de dépouiller les belles aristocrates de la région dont la belle Lady Pamela, épouse de Lord Cockburn. Le seul problème pour Fra Diavolo est qu'il va vite se rendre compte que ses hommes de main, censés l'aider dans ses forfaits, sont plutôt maladroits et même totalement contre-productifs.

## Fiche technique
- Titre : Fra Diavolo
- Titre original : The Devil's Brother
- Réalisation : Hal Roach et Charley Rogers
- Production : Hal Roach
- Société de production : Hal Roach Studios Inc.
- Distributeur : Metro-Goldwyn-Mayer
- Scénario : Jeanie Macpherson d'après l'opéra-comique de Daniel-François-Esprit Auber
- Directeur musical : Leroy Shield
- Pays d'origine : États-Unis
- Format : Noir et blanc - Son : Mono (Western Electric Sound System)
- Genre : Burlesque
- Durée : 90 minutes
- Date de sortie :
  - États-Unis : 5 mai 1933

## Distribution

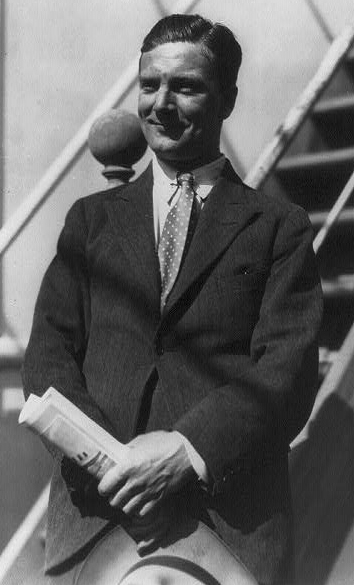
Dennis King interprète le rôle titre

- Stan Laurel (VF: Franck O'Neill) : Stanlio
- Oliver Hardy : Ollio
- Dennis King (VF: Maurice Dorléac) : Frà Diavolo / Marquis de San Marco
- Thelma Todd : Lady Pamela Rocburg
- James Finlayson (VF: Émile Duard) : Lord Rocburg
- Lucile Browne : Zerlina
- Henry Armetta (VF: Léon Larive): Matteo
- Lane Chandler : Le lieutenant
- Nena Quartaro : Rita
- Arthur Pierson : Lorenzo

Acteurs non crédités
- Rolfe Sedan : Le patron de la taverne
- Arthur Stone : un bandit

## Autour du film

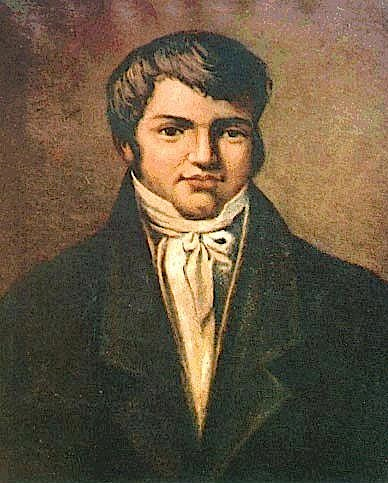
Michele Pezza

Malgré le caractère comique du film, le scénario respecte assez fidèlement le livret écrit par Eugène Scribe, les personnages joués par Laurel et Hardy ne venant s'inscrire que durant des intermèdes burlesques sans changer le cours de l'histoire.
On y entend la ballade que chante le personnage de Zerline au premier acte de la pièce (le dernier couplet étant chanté par le personnage de Fra Diavolo) et l'air du début du troisième acte dans une version abrégée.
Le personnage de Fra Diavolo correspond à une personne ayant réellement existé. De son nom, Michele Pezza, il dirigeait une compagnie de brigands avant d'être engagé par  l'homme d’État napolitain et cardinal Fabrizio Dionigi Ruffo pour harceler l'armée française venue occuper l'Italie. Il sera capturé par le Général Joseph Léopold Sigisbert Hugo, père du futur écrivain, venu désagréger les bandes qui écumaient l'Italie. Il sera exécuté à Naples le 10 novembre 1806.

## Accueil et critiques
Le film est souvent présenté comme l'un des meilleurs longs métrages du tandem comique Laurel et Hardy. Dans le guide des films signé par Jean Tulard, il est cependant présenté « comme assez lourd à digérer malgré quelques belles séquences. ».